# مراقب ضربات قلب الجنين
دوبلر مراقبة الجنين أو مراقب نبض الطفل (بالإنجليزية: Doppler fetal monitor)‏، هو جهاز محمول باليد يستخدم الموجات فوق الصوتية لرصد نبضات قلب الجنين.
في الأساس يستخدم من قبل المتخصصين في الرعاية الصحية، على الرغم من هذا، أصبحت أجهزة دوبلر الجنين شعبية للغاية للاستخدام الشخصي.

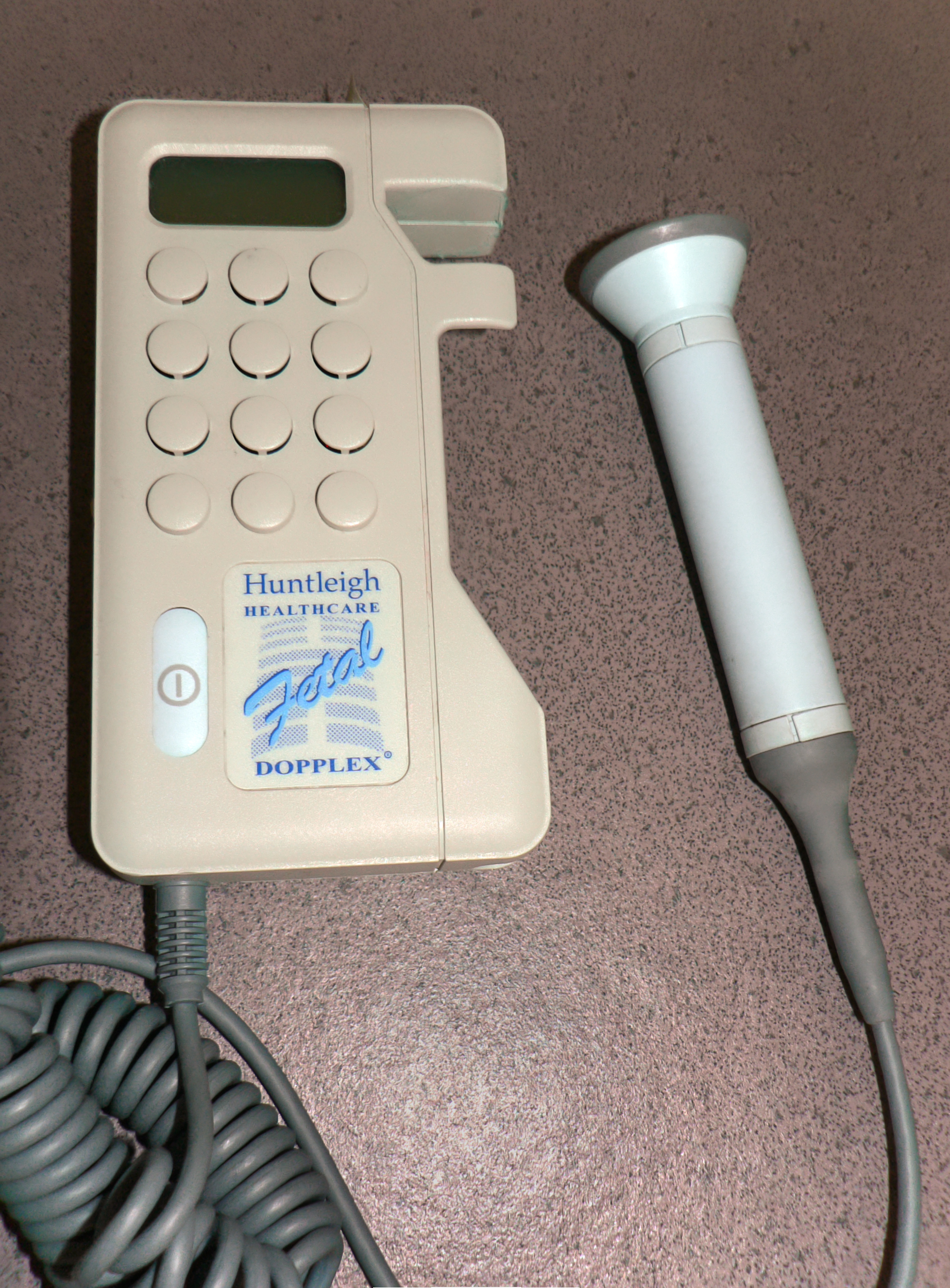
دوبلر مراقبة الجنين

## تاريخ الجهاز
تم اختراع الجهاز في عام 1958 بواسطة الدكتور إدوارد ه. هون، شاشات دوبلر الجنينية أو أجهزة مراقبة نبض الطفل هي جهاز محول باليد بالموجات فوق الصوتية يستخدم للكشف عن نبضات قلب الجنين للرعاية السابقة للولادة. ويستخدم تأثير دوبلر لتوفير محاكاة مسموعة من ضربات القلب. بعض النماذج أيضا عرض معدل ضربات القلب في نبضة في الدقيقة (بم). استخدام هذه الشاشة يعرف أحيانا باسم تسمع دوبلر. عادة ما يشار إلى مراقبين الجنين دوبلر ببساطة باسم «دوبلرز» أو «دوبلرز الجنين».
توفر أجهزة مراقبة الجنين دوبلر معلومات عن الجنين مماثلة لتلك التي توفرها سماعة الطبيب الجنين. ميزة واحدة من مراقبة الجنين دوبلر على السماعة الجنينية (بحتة الصوتية) هو إخراج الصوت الإلكتروني، والذي يسمح للناس غير المستخدم لسماع ضربات القلب. أحد العوائق هو التعقيد الأكبر والتكلفة وانخفاض موثوقية جهاز إلكتروني.

## معدل ضربات القلب
ابتداء من الأسبوع 5 يتسارع معدل ضربات قلب الجنين بمقدار 3.3 نبضة في الدقيقة يوميا وإلى الشهر التالي.
يبدأ قلب الجنين بالنبض تقريبا بنفس معدل الأم، وهو عادة 80 إلى 85 نبضة في الدقيقة. معدل ضربات القلب التقريبية للجنين في الاسابيع 5 إلى 9 (على افتراض أن معدل البدء من 80):
- الأسبوع 5 يبدأ من 80 وينتهي عند 103 نبضة في الدقيقة
- الأسبوع 6 يبدأ من 103 وينتهي عند 126 نبضة في الدقيقة
- الأسبوع 7 يبدأ من 126 وينتهي عند 149 نبضة في الدقيقة
- الأسبوع 8 يبدأ من 149 وينتهي عند 172 نبضة في الدقيقة
- في الأسبوع 9 تبدأ ضربات قلب الجنين بالنبض ضمن المدى 155 إلى 195 نبضة في الدقيقة.

عند هذه المرحلة، يبدأ معدل ضربات قلب الجنين في الانخفاض، ويكون عموما ضمن المدى 120 إلى 160 نبضة في الدقيقة في الأسبوع 12.

## الأنواع
الدوبلرات للاستخدام المنزلي أو للمستشفى تختلف في الطرق التالية:
1. الشركة المصنعة: الشركات المصنعة الأكثر شعبية هي نيومان الطبية، نيكوليت (التي اشترتها ناتوس)، أرجو-هنتليه، ودوبلر سميت (الآن كوبر الجراحية).
2. نوع البروب: ضد الماء أم لا، البروبات ضد الماء تستخدم في حالات الولادة في الماء.